# Indian Wells Tennis Garden

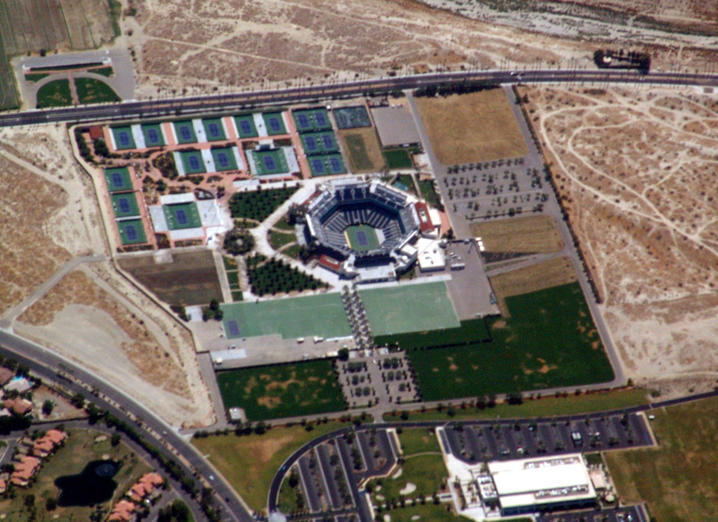
Die Anlage 2005

Indian Wells Tennis Garden ist ein Tenniskomplex in Indian Wells im Coachella Valley, Vereinigte Staaten. Er wurde im März 2008 fertiggestellt. Der Hauptplatz Stadium 1 hat eine Kapazität von 16.100 Plätzen und ist das zweitgrößte Tennisstadion der Welt. 2009 wurde die Anlage von Larry Ellison übernommen und dann erweitert. Der zweitgrößte Platz Stadium 2 bietet 8.000 Plätze und wurde im März 2014 eröffnet. Insgesamt verfügt die Anlage über 29 Hartplätze, davon 23 mit Flutlicht.

## Nutzung
Die Anlage ist die Austragungsstätte des Indian Wells Masters, einem Tennisturnier der Masters-1000-Kategorie der ATP World Tour der Herren, des WTA Indian Wells, einem Tennisturnier der Premier-Mandatory-Kategorie der WTA Tour der Frauen, sowie seit 2018 der neu geschaffenen Oracle Challenger Series, das sind die ATP Challenger Indian Wells und die WTA Challenger Indian Wells.  Daneben finden auch Kunst- und Musikfestivals auf dem Gelände statt.